# Sveg
Sveg è un piccolo centro della Svezia centro-settentrionale, capoluogo della municipalità di Härjedalen; si estende su 2,87 km² e aveva, nel 2005, una popolazione di 2 633 abitanti.